# Лицевой экран
Лицевой экран (защитный лицевой щиток) — средство индивидуальной защиты, используемое для предотвращения или уменьшения воздействия на лицо человека различного рода физических факторов, брызг, капель и аэрозолей (в том числе образующихся в результате чихания), а также теплового и оптического излучения.
Наряду с защитными комбинезонами и специальной обувью лицевой экран предотвращает случайное загрязнение слизистых оболочек человеческого организма. Согласно рекомендациям ВОЗ, средства индивидуальной защиты глаз (очки или лицевой щиток) должны использоваться медицинскими работниками, которые оказывают медицинскую помощь пациентам с COVID-19.

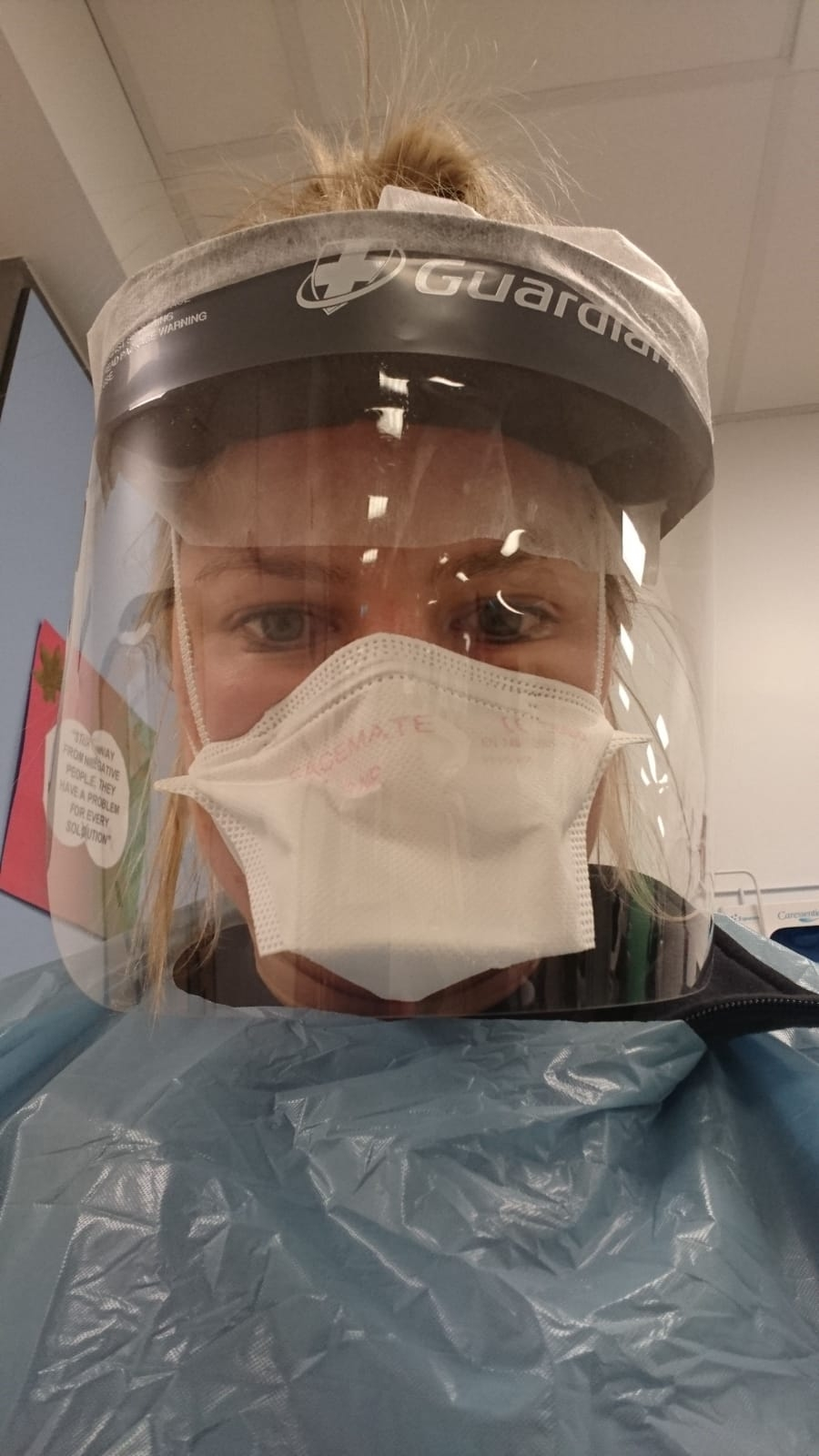
Медик из Ирландии с лицевым экраном класса Face Shield

Apple, Nike и другие американские бренды при поддержке медиков весной 2020 года развернули рекламную кампанию на тему эффективности и дешевизны защитных лицевых щитков.
Лицевой экран эффективен также за счёт того, что блокирует возможность трогать лицо, глаза и защитную маску руками. Если человек коснулся рукой заражённого предмета, то затем он может рефлекторно поправить маску или потереть глаза и таким образом заразиться. Лицевой экран не даст этого сделать. Лицевой экран не позволяет и заболевшим разносить инфекцию. Если человек болеет, то, трогая влажную маску руками, он может переносить с неё инфекцию на руки, далее на предметы — и так заражать остальных. Поэтому в Азии в разгар пандемии широко применялись лицевые экраны одновременно с обязательным ношением масок для блокирования инфекции от уже больных коронавирусом.
При кашле больного человека с надетым лицевым экраном последний принимает на себя энергию удара турбулентного облака аэрозоли, где скорость некоторых капель аэрозоля так велика, что потенциально может пробивать фильтр даже респиратора № 95. ВОЗ также отмечает, что не все респираторы смогут защитить, если из вирусной аэрозоли больного человека сразу много жидкости попало на ваш респиратор. Обычные респираторы № 95 невлагостойкие. Таковыми являются только сертифицированные респираторы типа «surgical № 95», поэтому прикрытие респиратора лицевым экраном крайне важно. Лицевой экран на 96 % снижает вероятность получить инфекцию, если больной человека кашляет или чихает другому в лицо, так как останавливает 68 % даже мелкой аэрозоли около 3 микрон. Но даже в обычном состоянии лицевой экран снижает на 23 % количество аэрозоли, попадающей на маску, так как при вдохе существенная часть аэрозоли, огибающей экран, оседает на него.
Преимуществом лицевых экранов и очков также является то, что многие из них не пропускают ультрафиолет и поэтому позволяют находиться в помещении, где работает ультрафиолетовый излучатель для дезинфекции, без риска повреждения глаз.